# کوراوغلو رحیموف
کوراوغلو رحیموف (ترکی آذربایجانی: Koroğlu İsmayıl oğlu Rəhimov; ۳۱ اکتبر ۱۹۵۳ – ۳ ژوئیهٔ ۱۹۹۲) از نظامیان آذربایجانی حاضر در جنگ قره‌باغ و فرمانده یکی از لشکرهای ارتش جمهوری آذربایجان بود. از وی که در جنگ قره باغ توسط نیروهای ارمنستان کشته شده‌است، بنابر فرمان ریاست جمهوری آذربایجان، پس از مرگش با اعطاء نشان قهرمان ملی این کشور تقدیر به عمل آمده‌است.

## زندگی‌نامه
کوراوغلو رحیموف ۳۱ اکتبر ۱۹۵۳ در شهرستان اغوز آذربایجان شوروی چشم به دنیا گشود. در سال ۱۹۶۰ وارد دبیرستان شد و تا پایه ۷ تحصیل گرفت. در ۲۷ مارس سال ۱۹۹۲، برای دفاع از قره‌باغ در برابر حملات ارتش ارمنستان داوطلبانه به ارتش جمهوری آذربایجان ملحق شد. او فرمانده لشکر یکی از واحدهای نظامی نیروهای مسلح آذربایجان بود. او در سال ۱۹۹۲ در حین نبردها بر سر شهرستان آغ‌دره، از توابع قره‌باغ، از سوی نیروهای ارمنستان کشته شد.
جنازه وی در خیابان شهدای باکو به خاک سپرده شد.

## نشان
دو سال بعد از مرگش، یعنی در تاریخ ۱۶ سپتامبر ۱۹۹۴، حیدر علی‌اف، رئیس‌جمهوری وقت آذربایجان، با صدور حکمی از کوراوغلو رحیموف با اهدای نشان قهرمان ملی این کشور تقدیر نمود.

## گرامیداشت
- یک خیابان در شهر باکو، پایتخت جمهوری آذربایجان وامدار اسم کوراوغلو رحیموف است.
- دو مستند تلویزیونی دربارهٔ کوراوغلو رحیموف ساخته شده‌است.[۵]